# Finsbury Park (Stadtteil)
Finsbury Park ist ein Stadtteil im Norden Londons, der nach dem gleichnamigen Finsbury Park benannt wurde. Der Stadtteil Finsbury Park grenzt an die Bezirke Islington, Harringay und Hackney und ist nicht zu verwechseln mit dem weiter südlich gelegenen Stadtteil Finsbury im Zentrum Londons.

## Geschichte

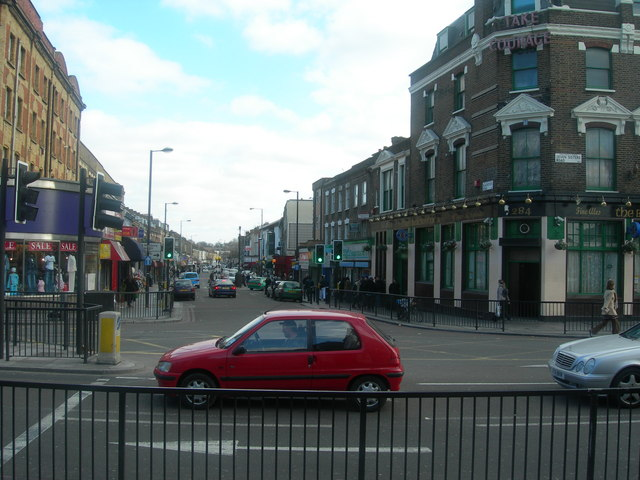
Blick in die Blackstock Road

Das Gebiet um Finsbury Park war ursprünglich ländlich geprägt und bestand aus Teilen des alten Hornsey Wood, einem bekannten Duellplatz und Ausflugsziel der Londoner. Die Entwicklung des Stadtteils begann in der Mitte des 19. Jahrhunderts, als die Eisenbahnstrecke von King’s Cross nach Norden gebaut wurde. Der Finsbury Park wurde 1869 als einer der ersten kommunalen Parks Londons eröffnet, um der wachsenden Bevölkerung Zugang zu Grünflächen zu verschaffen. Die Umgebung entwickelte sich rasch zu einem wichtigen Verkehrsknotenpunkt und zog eine vielfältige, oft kosmopolitische Bevölkerung an, darunter viele Zugezogene aus Großbritannien und dem Ausland. Die Wohnbebauung bestand vor allem aus viktorianischen Häusern. Im Laufe der Zeit wurde Finsbury Park zu einem urbanen, multikulturellen Stadtteil, der sowohl von Zuzug als auch von sozialem Wandel geprägt war.

## Bedeutung für die Popkultur
Finsbury Park ist ein legendärer Ort für Pop- und Rockmusik in London. Das ehemalige Rainbow Theatre (früher Finsbury Park Astoria) war ab den 1960er Jahren eine der wichtigsten Konzertbühnen der Stadt, auf der internationale Stars wie The Beatles, Jimi Hendrix, Queen,  Elton John, Pink Floyd,  David Bowie, Bob Marley und The Who auftraten.
Der Park selbst ist bekannt für große Open-Air-Festivals wie Madstock! (erstmals 1992) und das Wireless Festival. Das Madstock!-Festival wurde durch das sogenannte „Madstock Earthquake“ legendär, als das ausgelassene Tanzen der Fans der Band Madness ein Erdbeben auslöste.

## Soziale Probleme
Finsbury Park hat wie viele urbane Zentren Londons mit sozialen Problemen und Kriminalität zu kämpfen. Zu den Herausforderungen zählen insbesondere Drogenhandel, Messerkriminalität, Raubüberfälle und antisemitische Vorfälle. Die Polizei und die Kommunen arbeiten mit gezielten Maßnahmen dagegen an, darunter verstärkte Videoüberwachung, regelmäßige Patrouillen, spezielle Einsätze gegen Drogen- und Messerkriminalität sowie soziale Präventionsprojekte. So wurden etwa zusätzliche CCTV-Kameras installiert, Schwerpunktkontrollen durchgeführt und bauliche Veränderungen an bekannten Brennpunkten vorgenommen, um Kriminalität zu erschweren und das Sicherheitsgefühl der Anwohner zu stärken.
Soziale Probleme wie Isolation, Arbeitslosigkeit und Armut betreffen besonders junge Menschen und ethnische Minderheiten. Verschiedene Initiativen, etwa Mentoring- und Bildungsprojekte, Community-Gardening oder gezielte Hilfsangebote für Migranten, sollen Integration und Chancengleichheit fördern.
Die Umgebung ist geprägt von einer Mischung aus Wohnhäusern, kleinen Geschäften und multikulturellem Leben.

## Berühmte Persönlichkeiten
- Jeremy Corbyn (* 1949), Politiker
- Angel Coulby (* 1980), Schauspielerin
- Nick Frost (* 1972), Schauspieler
- Basil Hall (1788–1844), Seemann
- Charlie Hannaford (1896–1970), Fußballspieler
- Alex Lanipekun (* 1981), Schauspieler
- Herbert Lee (1887–1980), Radfahrer
- John Lydon (* 1956), Sänger
- Alicia Markova (1910–2004), Primaballerina
- Don McCullin (* 1935), Fotojournalist
- Remi Nicole (* 1983), Sängerin
- George Robb (1926–2011), Fußballspieler
- Ken Weston (1947–2001), Toningenieur